# 纳言
纳言，中国古代官名。新朝王莽时，改大司农为纳言。隋朝因为隋文帝的父亲名叫杨忠，为忠避讳，改门下省主管侍中为纳言。武周又改侍中为纳言。
日本律令制时代借中国的纳言之名，设大纳言、中纳言、少纳言，作为太政官的属官。大纳言、中纳言作为次官，少纳言作为判官。大纳言汉名雅称侍中；中纳言汉名雅称黄门侍郎；少纳言汉名雅称给事中。

## 中国纳言担任者

### 新朝
- 冯常
- 严尤

### 隋朝至唐初
- 高颎
- 苏威
- 柳机
- 杨爽
- 杨素
- 杨达
- 杨文思
- 刘文静
- 窦抗
- 陈叔达

### 武周
- 刘景先
- 王德真
- 苏良嗣
- 韦思谦
- 裴居道
- 魏玄同
- 张光辅
- 武承嗣
- 武攸宁
- 史务滋
- 宗秦客
- 欧阳通
- 姚璹
- 娄师德
- 狄仁杰
- 李嶠
- 韦安石